# 10797 Guatemala
10797 Guatemala (1992 GO4) là một tiểu hành tinh vành đai chính được phát hiện ngày 4 tháng 4 năm 1992 bởi E. W. Elst ở Đài thiên văn Nam Âu. Nó được đặt theo tên Trung Mỹn country thuộc Guatemala.